# Cyclodictyon humectatum
Cyclodictyon humectatum är en bladmossart som beskrevs av Jules Cardot 1910. Cyclodictyon humectatum ingår i släktet Cyclodictyon och familjen Hookeriaceae. Inga underarter finns listade i Catalogue of Life.